# Młodszy chorąży sztabowy marynarki
Młodszy chorąży sztabowy marynarki (mł. chor. szt. mar.) - wojskowy stopień podoficerski w polskiej Marynarce Wojennej, odpowiadający młodszemu chorążemu sztabowemu w Wojskach Lądowych i Siłach Powietrznych.

## Geneza
Termin „chorąży” został zapożyczony przez floty wojenne z wojsk lądowych. Początkowo, podobnie jak i inne stopnie wojskowe chorąży był tytułem i dotyczył funkcji sprawowanych na okręcie. W hierarchii został umiejscowiony pomiędzy bosmanem, a porucznikiem. Chorążowie sprawowali funkcje nawigatorów, artylerzystów, kapelanów, cyrulików, płatników oraz zajmowali inne pomocnicze stanowiska na okrętach. W XVII wieku tytuł chorążego przekształcił się w stopień wojskowy.

## Użycie
W Polsce stopień młodszego chorążego marynarki powstał w 1997 i został umiejscowiony pomiędzy starszym chorążym marynarki, a chorążym sztabowym marynarki. W 2004 zlikwidowano korpus chorążych, a jego stopnie przeniesiono do korpusu podoficerów. Od momentu powstania młodszy chorąży sztabowy marynarki jest odpowiednikiem młodszego chorążego sztabowego. 
Stopień wojskowy młodszego chorążego sztabowego marynarki jest tymczasowo utrzymany, z przeznaczeniem do likwidacji. W związku z tym nie jest zaszeregowany dla którejkolwiek grupy uposażenia, ani nie jest określony w kodzie NATO.